# Ursus
Pour les articles homonymes, voir Ursus (homonymie).
Genre
Synonymes
- Arcticonus Pocock, 1917[1]
- Danis J. E. Gray, 1825[1]
- Euarctos Gray, 1864[1]
- Mamursus Herrera, 1899[1]
- Melanarctos Heude, 1898[1]
- Mylarctos Lönnberg, 1923[1]
- Myrmarctos J. E. Gray, 1864[1]
- Selenarctos Heude, 1901[1]
- Thalarctos Gray, 1825[2]
- Thalassarctos J. E. Gray, 1825[1]
- Thalassarctus Gloger, 1841[1]
- Thalassiarchus Kobelt, 1896[1]
- Ursarctos Heude, 1898[1]
- Ursulus Kretzoi, 1954[1]
- Vetularctos Merriam, 1918[1]

Ursus est un genre de mammifères carnivores de la famille des ursidés, les ours.

## Liste des espèces
Il comprend les espèces suivantes :
- Ursus americanus Pallas, 1780 — Ours noir d'Amérique ou baribal,
- Ursus arctos Linnaeus, 1758 avec un nombre de sous-espèces variable suivant les auteurs :
  - Ours brun d'Europe (Ursus arctos arctos)
  - Grizzly (Ursus arctos horribilis)
  - Ours kodiak (Ursus arctos middendorffi)
  - Grizzly mexicain (Ursus arctos nelsoni)
  - Ours brun de Syrie (Ursus arctos syriacus), en Turquie et au Moyen-Orient
  - Ours Isabelle (Ursus arctos isabellinus), en Himalaya
  - Ursus arctos stickeenensis
  - Ours bleu du Tibet (Ursus arctos pruinosus)
- Ursus maritimus Phipps, 1774 — Ours blanc
- Ursus thibetanus G. Cuvier, 1823 — Ours noir d'Asie (ou à collier)

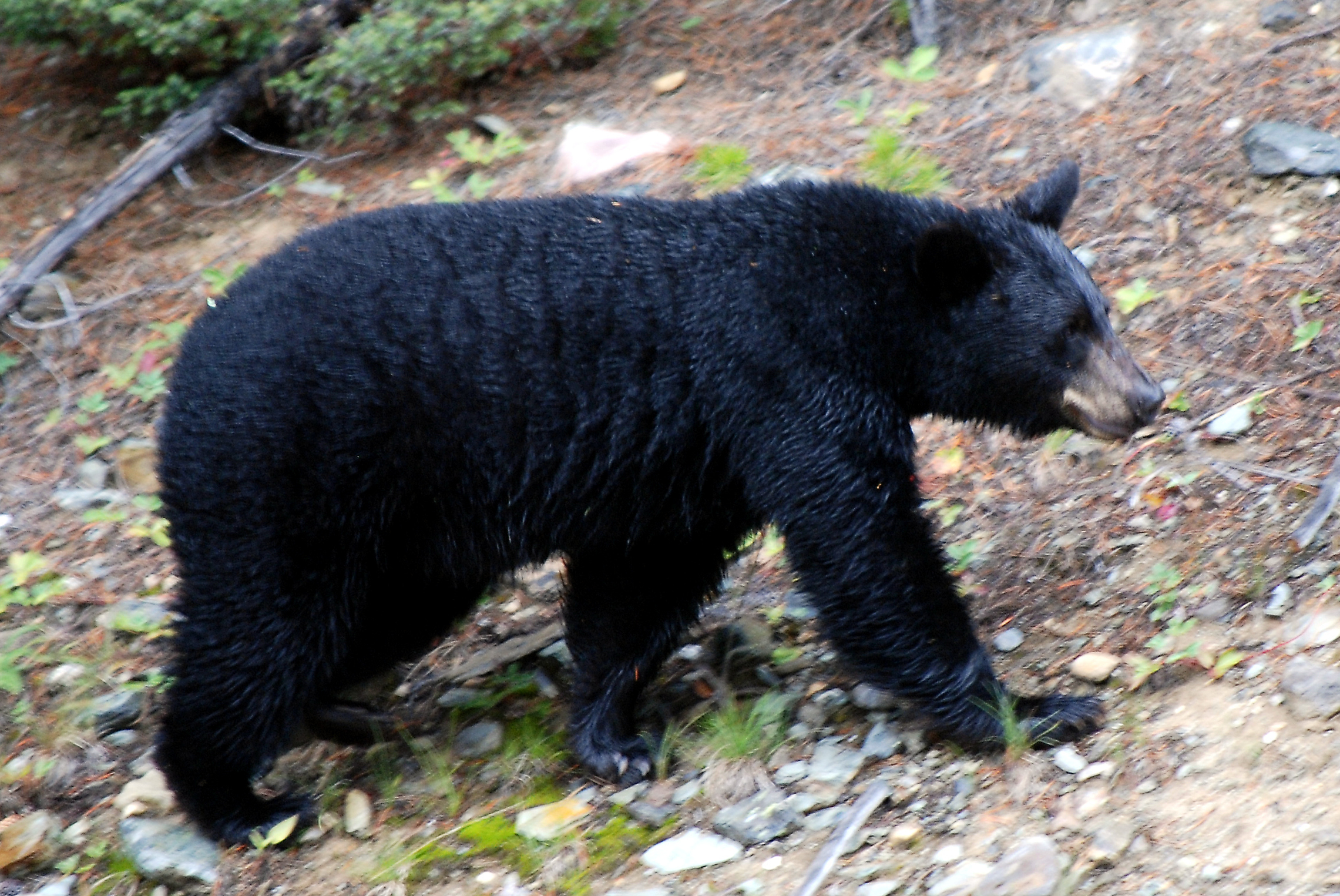
Ursus americanus
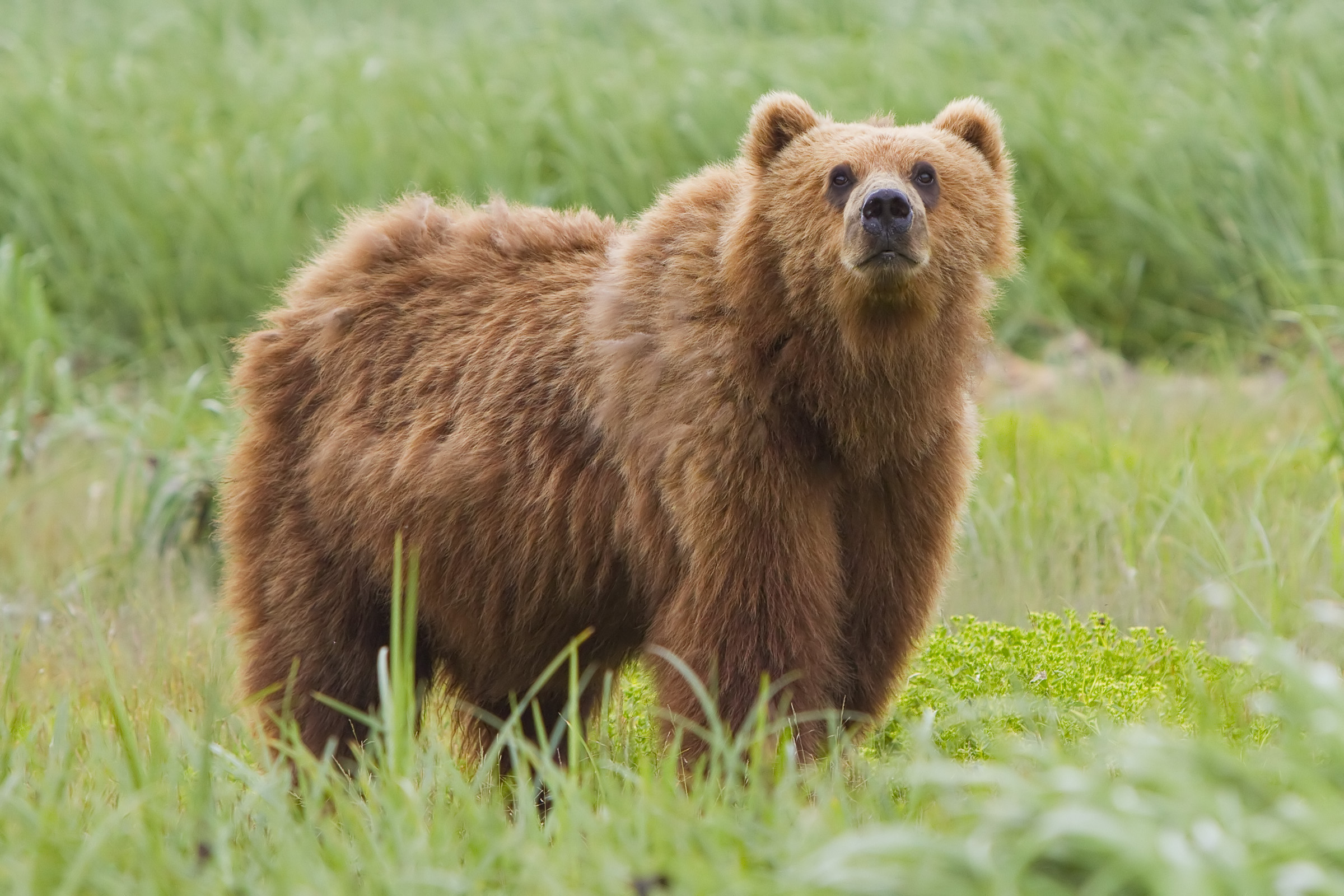
Ursus arctos
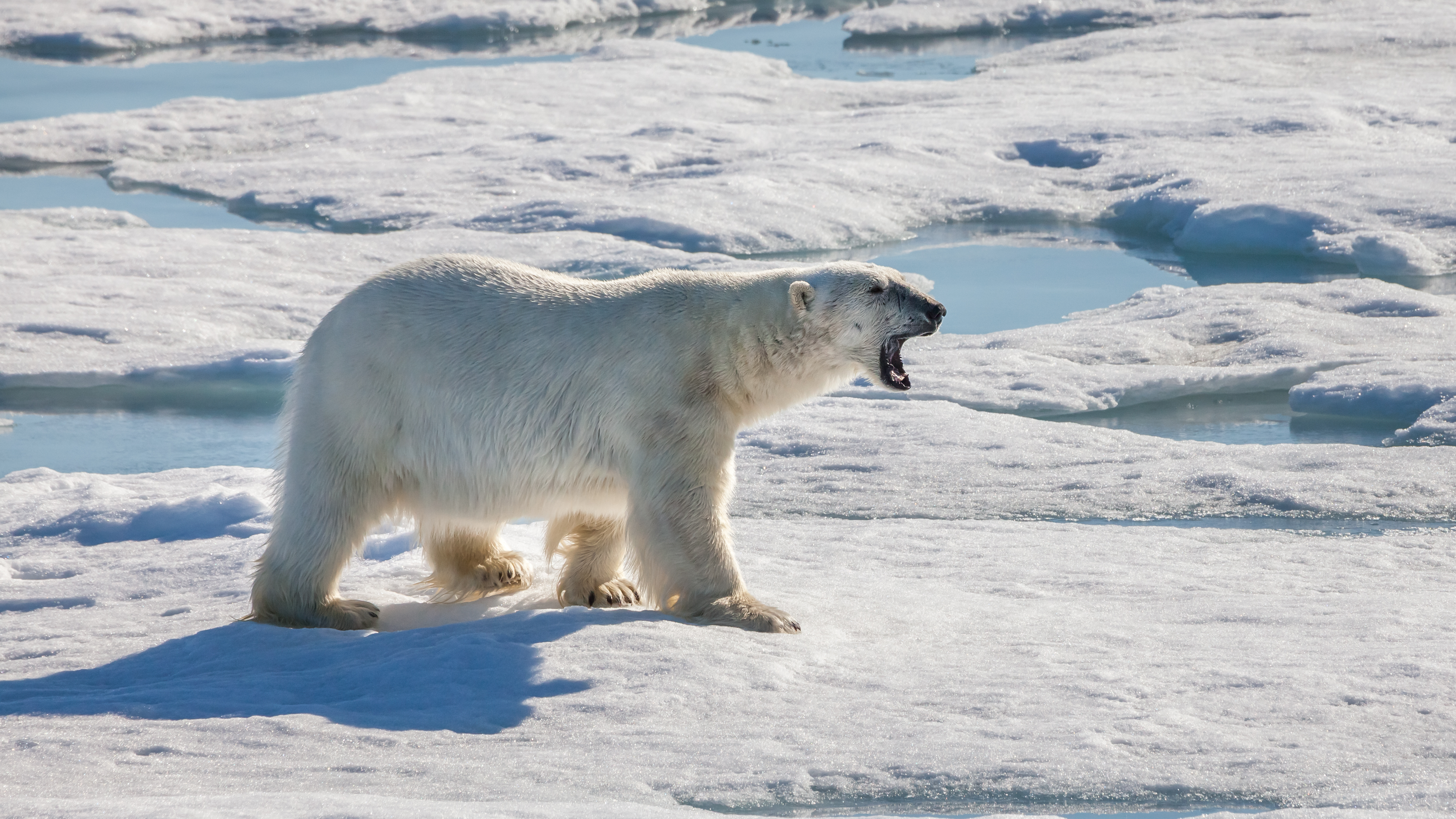
Ursus maritimus
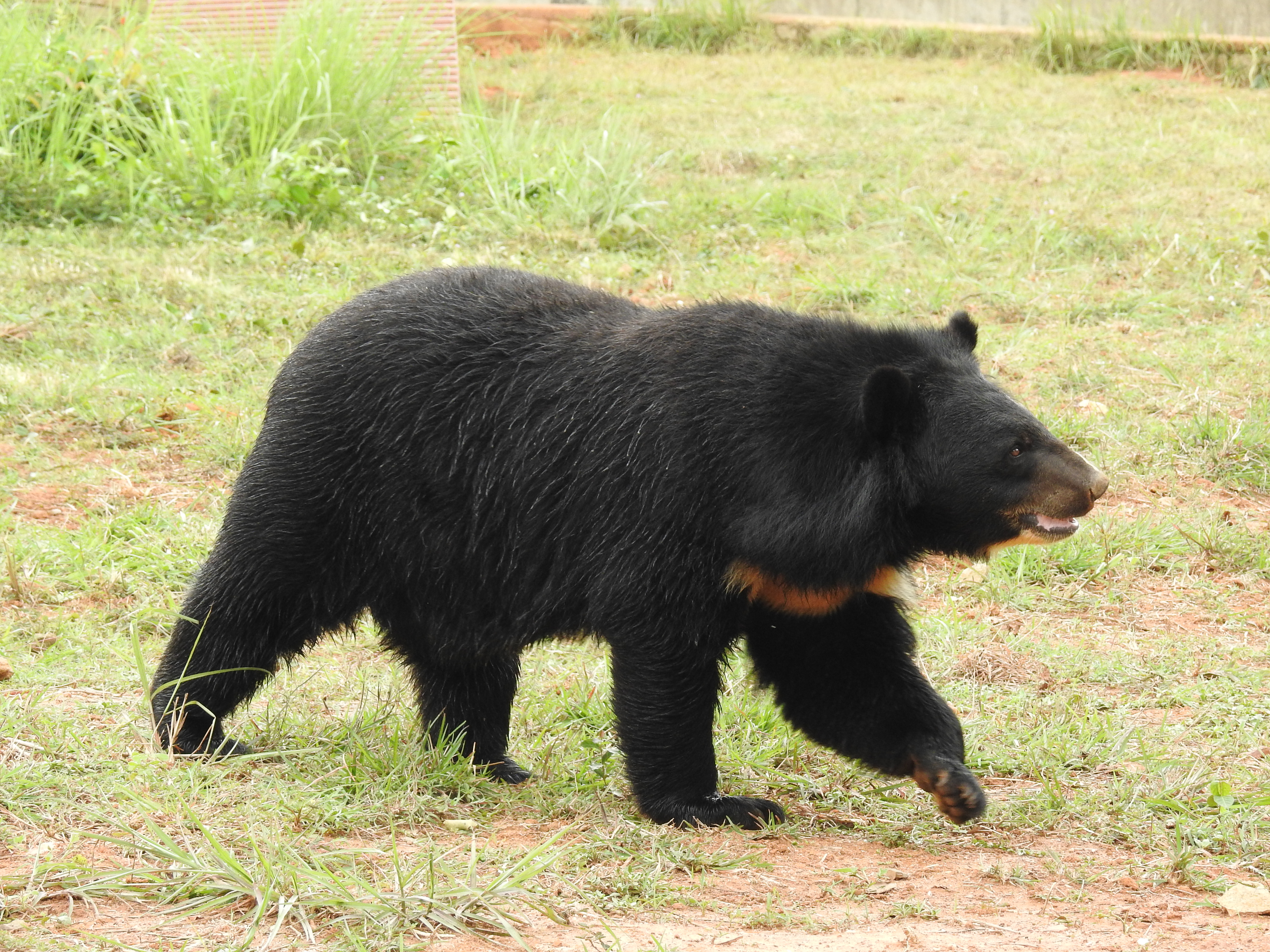
Ursus thibetanus

Espèces fossiles
- Ursus arctos crowtheri † — Ours de l'Atlas (au Maghreb)
- Ursus arvernensis Croizet & Jobert, 1828 †
- Ursus deningeri Richenau, 1904 †
- Ursus etruscus Cuvier, 1823 †
- Ursus minimus Devèze & Bouillet, 1827 †
- Ursus namadicus Falconer & Cautley, 1836 †
- Ursus rossicus Borissiak, 1930 †
- Ursus savini (Andrews, 1922) †
- Ursus spelaeus Rosenmüller, 1794 † — Ours des cavernes*
- Ursus wenzensis Stach, 1953 †

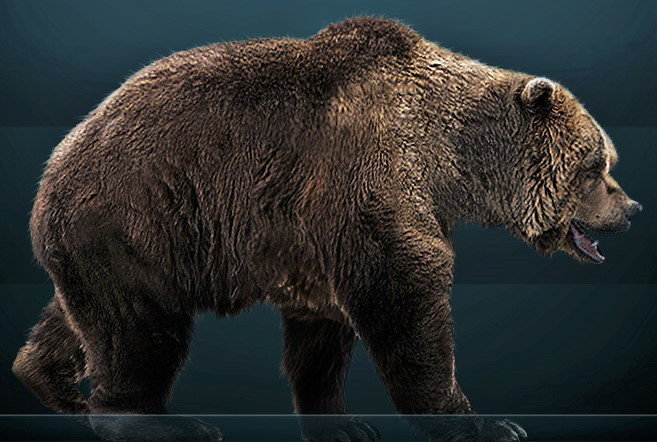
Reconstitution d'Ursus spelaeus †
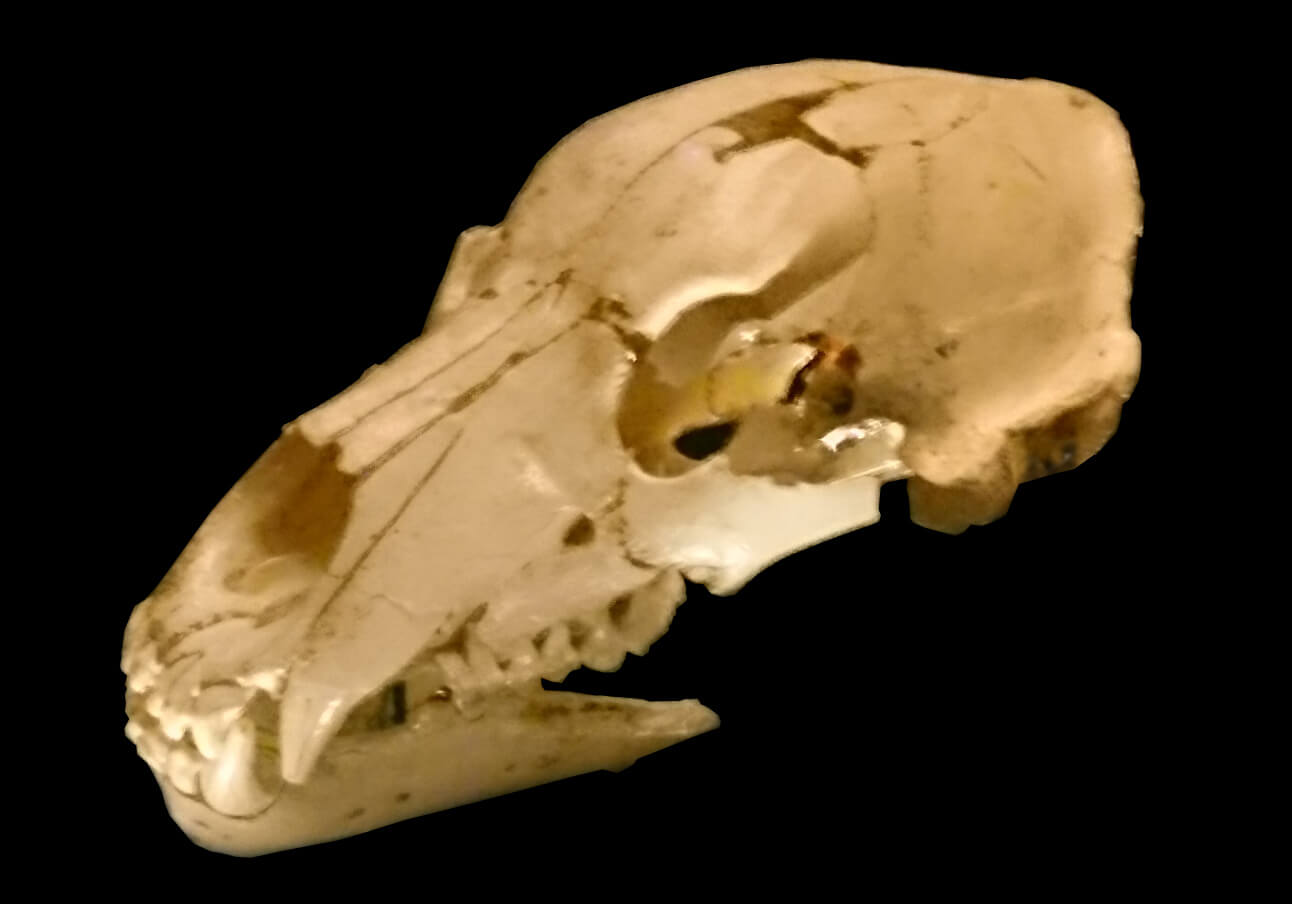
Crâne d'Ursus deningeri †
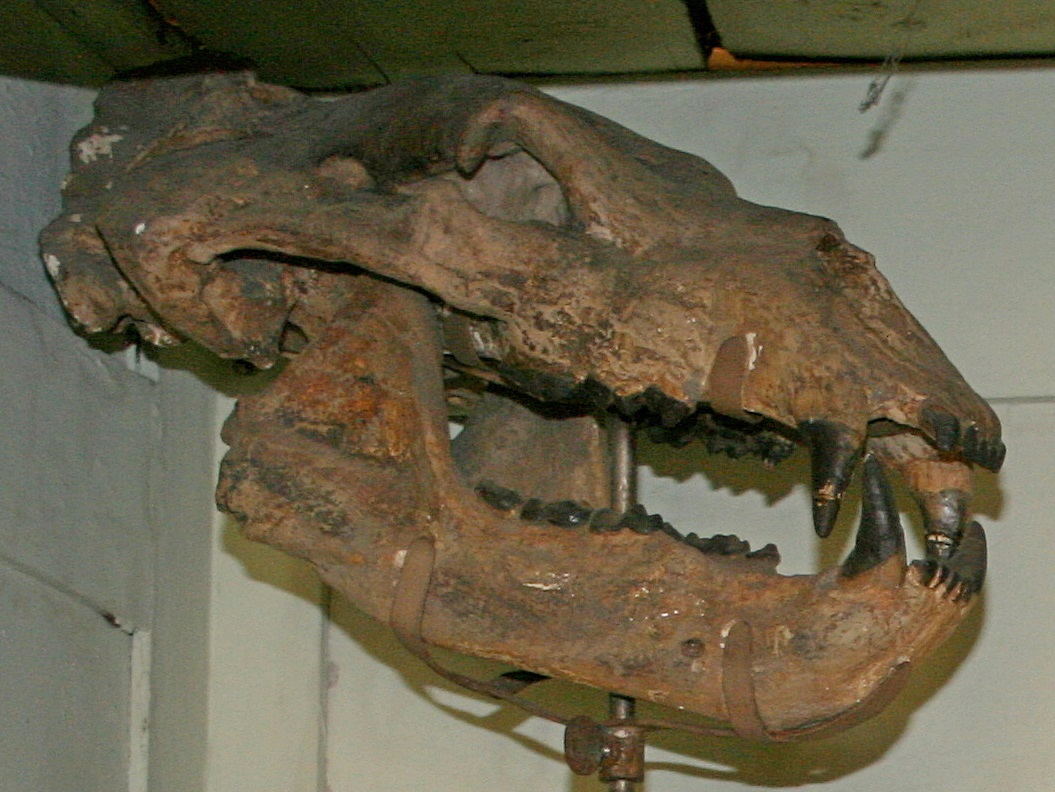
Crâne d'Ursus etruscus †

Hybrides
- Ursus pizzlii — Grolar (ou pizzly, hybride Ursus arctos horribilis x Ursus maritimus)